# Katharinenkirche (Fritzlar)

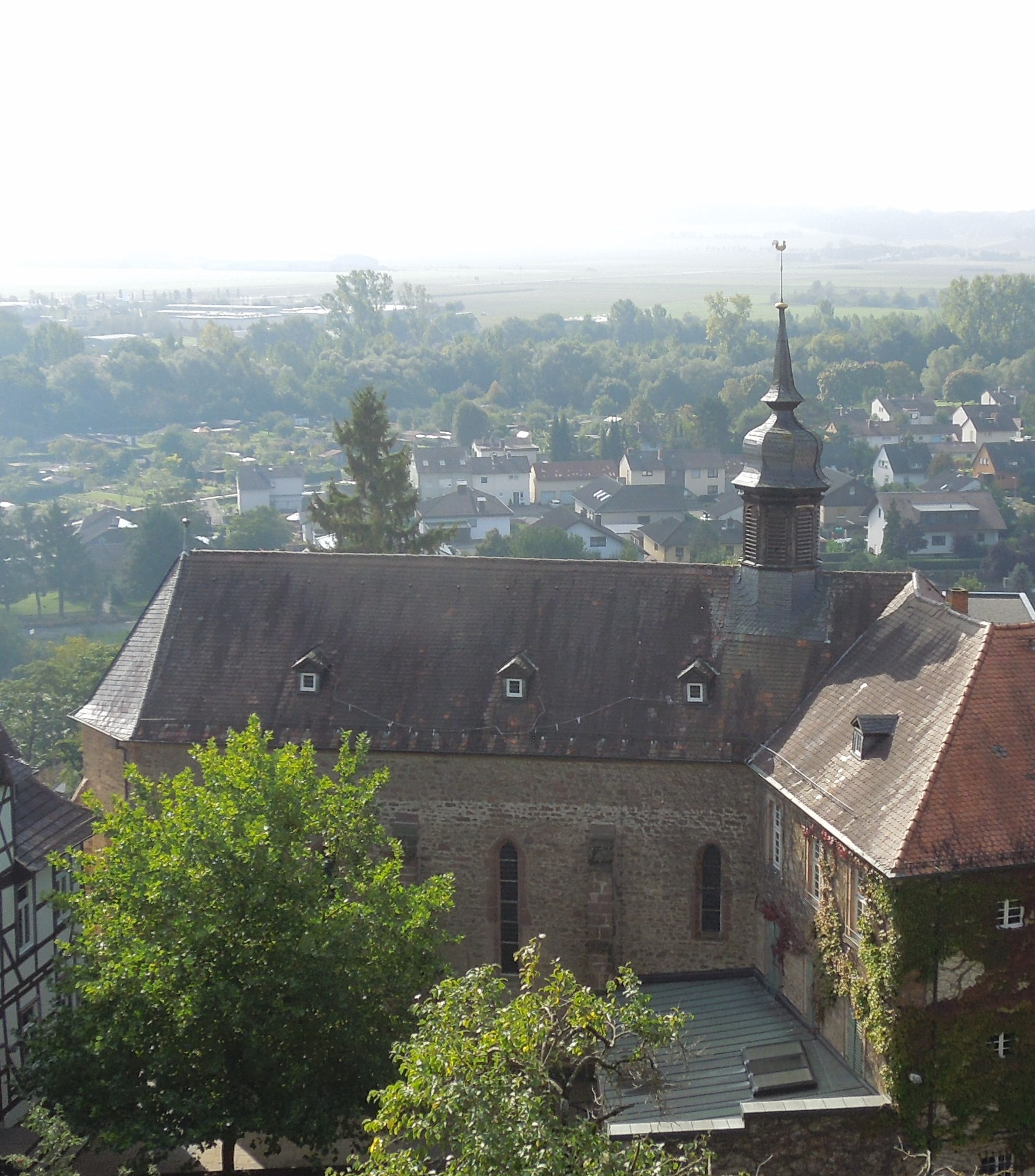
Die Kirche, gesehen von Norden

Die Katharinenkirche ist eine um das Jahr 1300 erbaute ehemalige Klosterkirche in der nordhessischen Stadt Fritzlar im Schwalm-Eder-Kreis.

## Vorgeschichte
Dem auf der Grundlage eines im Jahre 1145 gestifteten Armenhospitals spätestens im Jahre 1254 entstandenen Augustinerinnenkloster Fritzlar diente zunächst eine schon vor der Hospitalgründung bestehende und dem Hl. Bonifatius geweihte Kapelle als Gotteshaus. Um das Kloster und das von ihm betriebene Marienhospital, am Südhang unterhalb des Doms und außerhalb der damaligen Stadtmauern, entstand ab 1240 die Fritzlarer Neustadt, die bis 1464 rechtlich selbständig war. Erzbischof Siegfried III. von Mainz bestätigte 1239 die Übertragung der Bonifatius-Kapelle mit ihren Gütern durch das Fritzlarer Stiftskapitel an das Hospital, und 1247 erhielt die Kapelle die Pfarrrechte, als „parochia s. Bonifacii“. 1297 wurden die Pfarreigrenzen der „Neustädter Spitalspfarrei“ neu bestimmt; sie umfassten nunmehr die Fritzlarer Neustadt und das in der Ederau liegende Dorf Holzheim und reichten bis zum Büraberg.

## Klosterkirche der Augustinerinnen und Neustädter Pfarrkirche

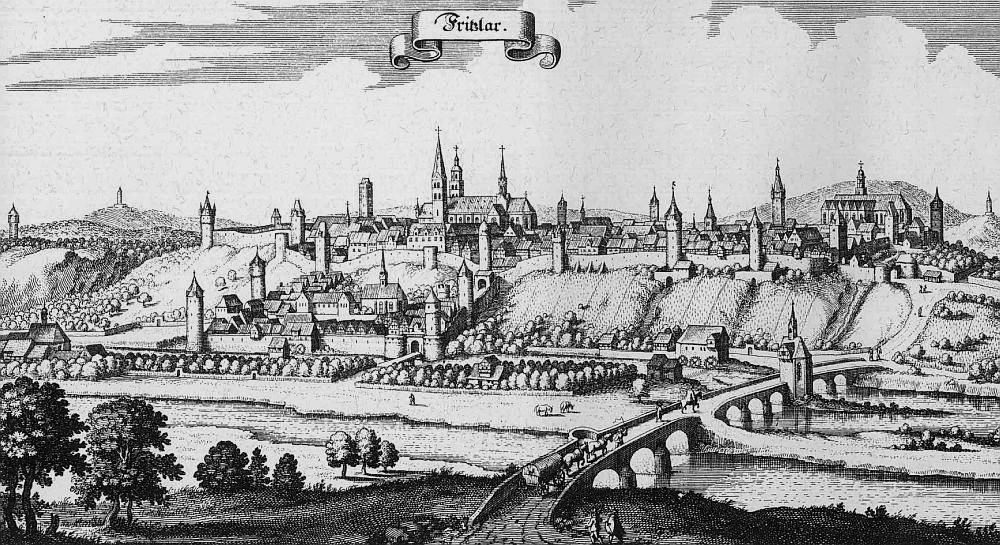
Fritzlar – Aus der Topographia Hassiae von Matthäus Merian dem Jüngeren 1655. Links unterhalb des Doms in der ummauerten Neustadt die Katharinenkirche.

Gegen Ende des 13. Jahrhunderts war das Kloster finanziell so gut gestellt, dass es eine neue, der Katharina von Alexandrien geweihte Klosterkirche bauen konnte. Es war ein äußerlich schlichter gotischer und nur aus einem Hauptschiff bestehender Bau, mit vier Jochen und einer Chorapsis. Die Kirche diente sowohl dem Kloster und Hospital als auch der Pfarrgemeinde Fritzlarer Neustadt. Als die Stadt Fritzlar im Jahre 1308 das neue städtische „Hospital zum Heiligen Geist“ am jenseitigen Ufer des Mühlengrabens gründete, gaben Propst, Priorin und Konvent des Klosters, nach anfänglichem Widerstand, ihre Zustimmung zur Autonomie der neuen Spitalskapelle von Kirche und Konvent der Neustadt.
Der allgemeine Niedergang des Klosterwesens und die Auswirkungen der Reformation führten zur Auflösung des Klosters im Jahre 1538 und dem Verkauf seines Besitzes. Die Klostergebäude verfielen langsam, und auch die Katharinenkirche, obwohl weiterhin als Gotteshaus genutzt, verwahrloste.

## Klosterkirche der Ursulinen

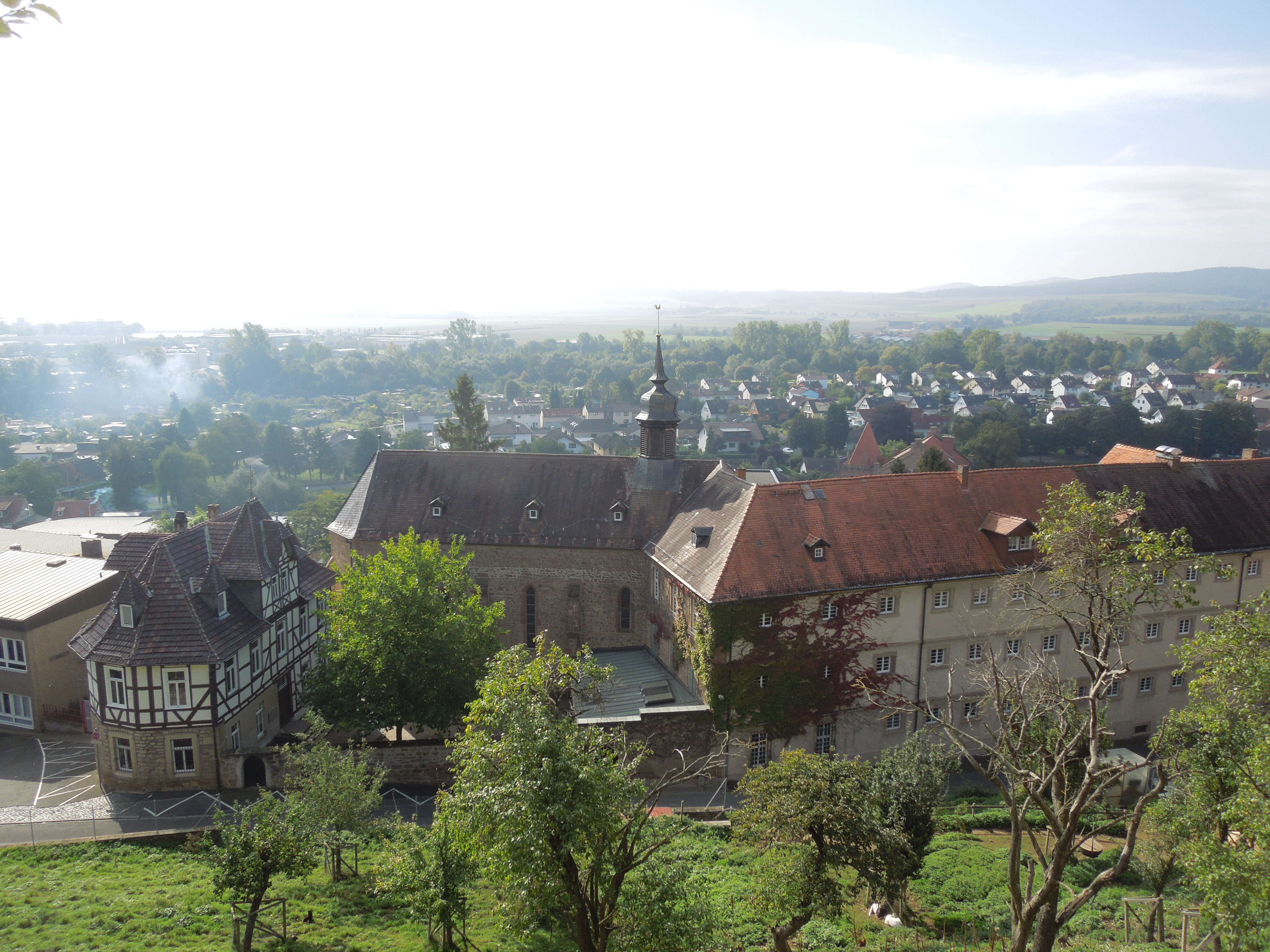
Die Katharinenkirche (Bildmitte) mit dem Klosterbau (rechts) und dem ursprünglichen Schulgebäude (links)

1711 kamen die ersten Ursulinen nach Fritzlar. Sie erwarben die ehemalige Klosteranlage und begannen 1713 mit deren Erneuerung. In den Jahren 1713 bis 1719 wurde ein neues Konventsgebäude errichtet, das westlich und etwas verkantet teilweise an die Katharinenkirche angebaut wurde. Die Kirche erhielt dabei im Jahre 1717 ihren jetzigen Dachreiter. An die Südwand wurde eine kleine Sakristei mit Kreuzgewölbe angebaut. 1726 war die Renovierung der Kirche so weit fortgeschritten, dass sie am 15. September durch den Erfurter Weihbischof Christoph Ignatius Gudenus erneut zur Klosterkirche geweiht werden konnte. Sie diente dem Ursulinenkloster Fritzlar und der von den Schwestern betriebenen Schule danach bis zur Auflösung des Klosters im Jahre 2003.
Die Kirche wurde im Laufe der Zeit mehrfach saniert und renoviert, so 1858/59 (Renovierung und Neuweihung), 1935 (Renovierung zur Feier des 400-jährigen Bestehens des Ordens), 1960 (Sanierung), und 1963 (Renovierung).
Die 1832–1834 von dem Orgelbauer Adam Joseph Oestreich aus Oberbimbach bei Fulda gebaute Orgel kam nach der durch den Kulturkampf bedingten Schließung des Klosters im Jahre 1877 zunächst durch Verkauf nach Großenenglis, wo sie bis 1973 verblieb, und verbrachte danach 22 Jahre eingelagert bei dem Orgelbauer Bruno Döring in Neukirchen (Knüll); seit 1995 steht sie in Kleinenglis. Nach der Rückkehr der Nonnen wurde 1890 von dem Würzburger Orgelbauer Balthasar Schlimbach eine neue Orgel eingebaut, mit mechanischem Kegelladensystem, zwei Manualen und 11 Registern; sie wurde 2002 renoviert.
Das Kirchenschiff mit seinen abgetreppten Strebepfeilern hat drei Joche und wird im Osten durch den aus einem Achteck geformten Chor abgeschlossen. Nur das große, zweiteilige Ostfenster im Chor hat Maßwerk, die übrigen Fenster im Chor und an der Nordseite sind hohe, schmale Spitzbogenfenster. Die kleine an der Südseite angebaute Sakristei ist mit einem einfachen Kreuzgewölbe überdacht.
Im Inneren der Kirche befinden sich drei beachtenswerte Steinskulpturen. Die des Apostels Petrus und die der Mutter Gottes mit Kind stammen aus der Zeit um 1500, die der Hl. Katharina aus der ersten Hälfte des 18. Jahrhunderts. Die letzte der drei Glocken im Dachreiter wurden 1725 gegossen und eingehängt.
Im kleinen Kirchhof unmittelbar östlich und südlich der Kirche befindet sich eine Anzahl Gräber ehemaliger Nonnen des Ursulinenklosters, und an der Außenmauer der Chorapsis sind Erinnerungstafeln mit den Namen weiterer Nonnen angebracht.

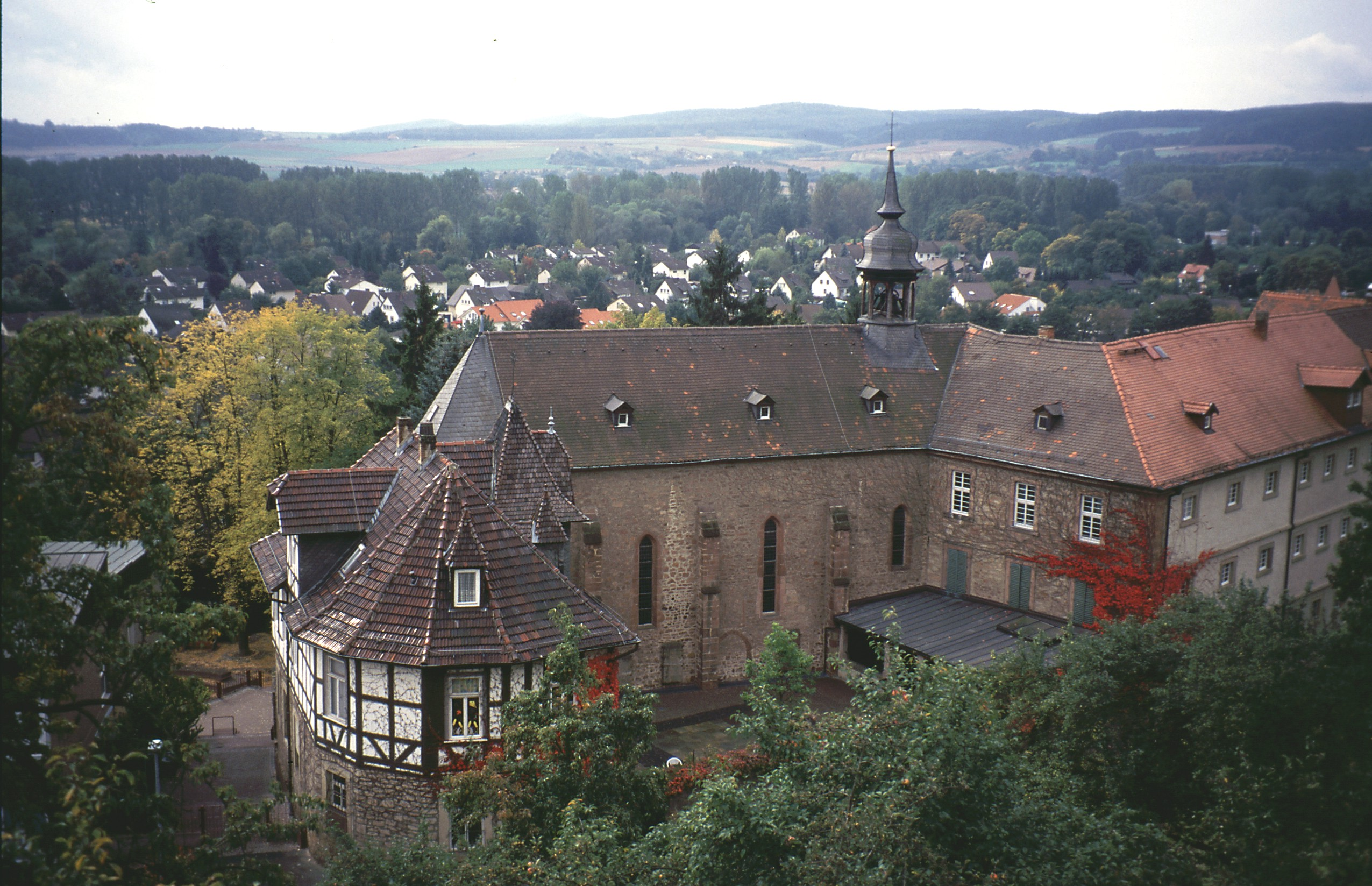
Das ehemalige Ursulinenkloster: links das ursprüngliche Schulgebäude, mittig die Katharinenkirche, rechts der Klosterwohnbau
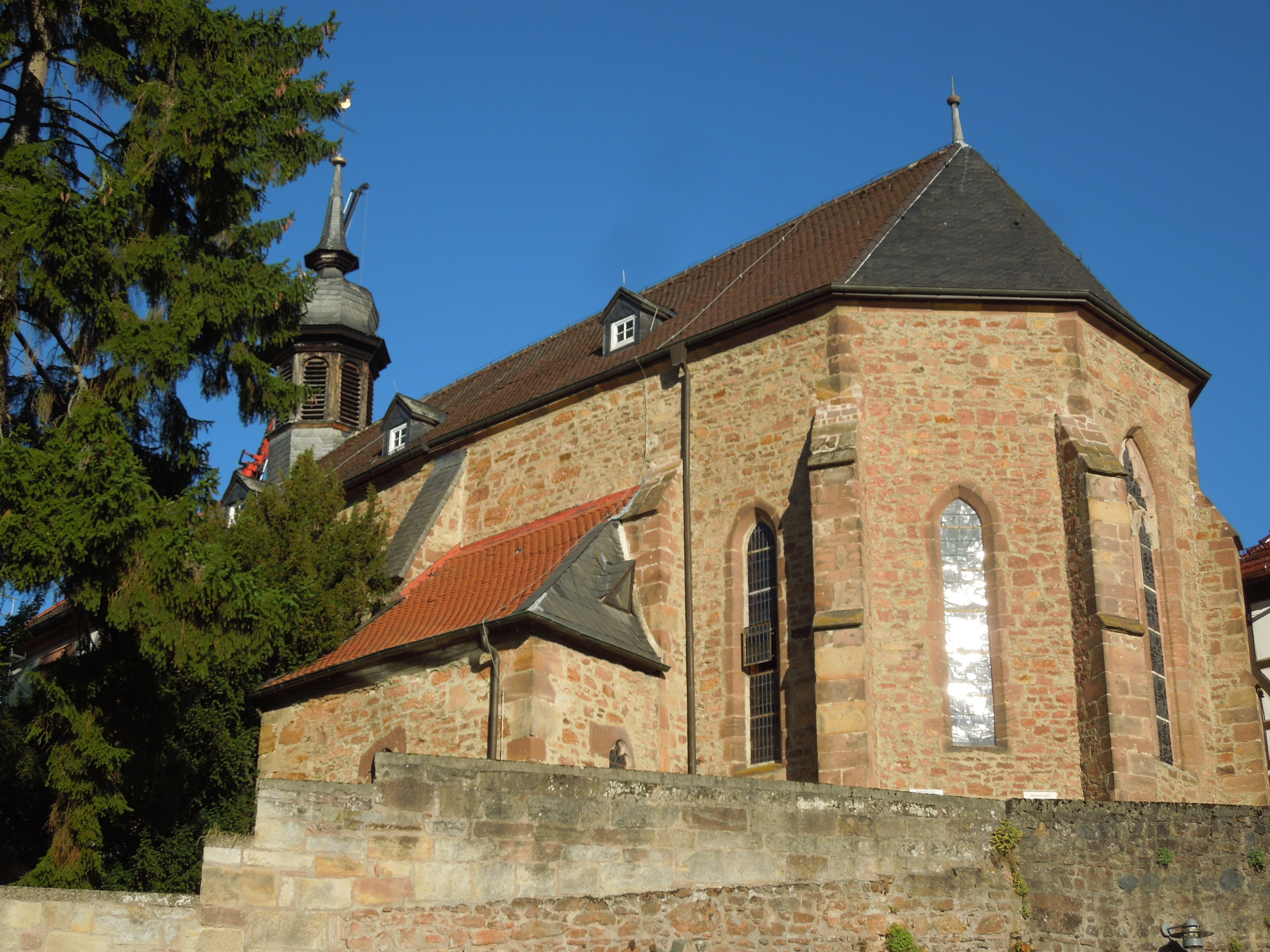
Ansicht von Südosten
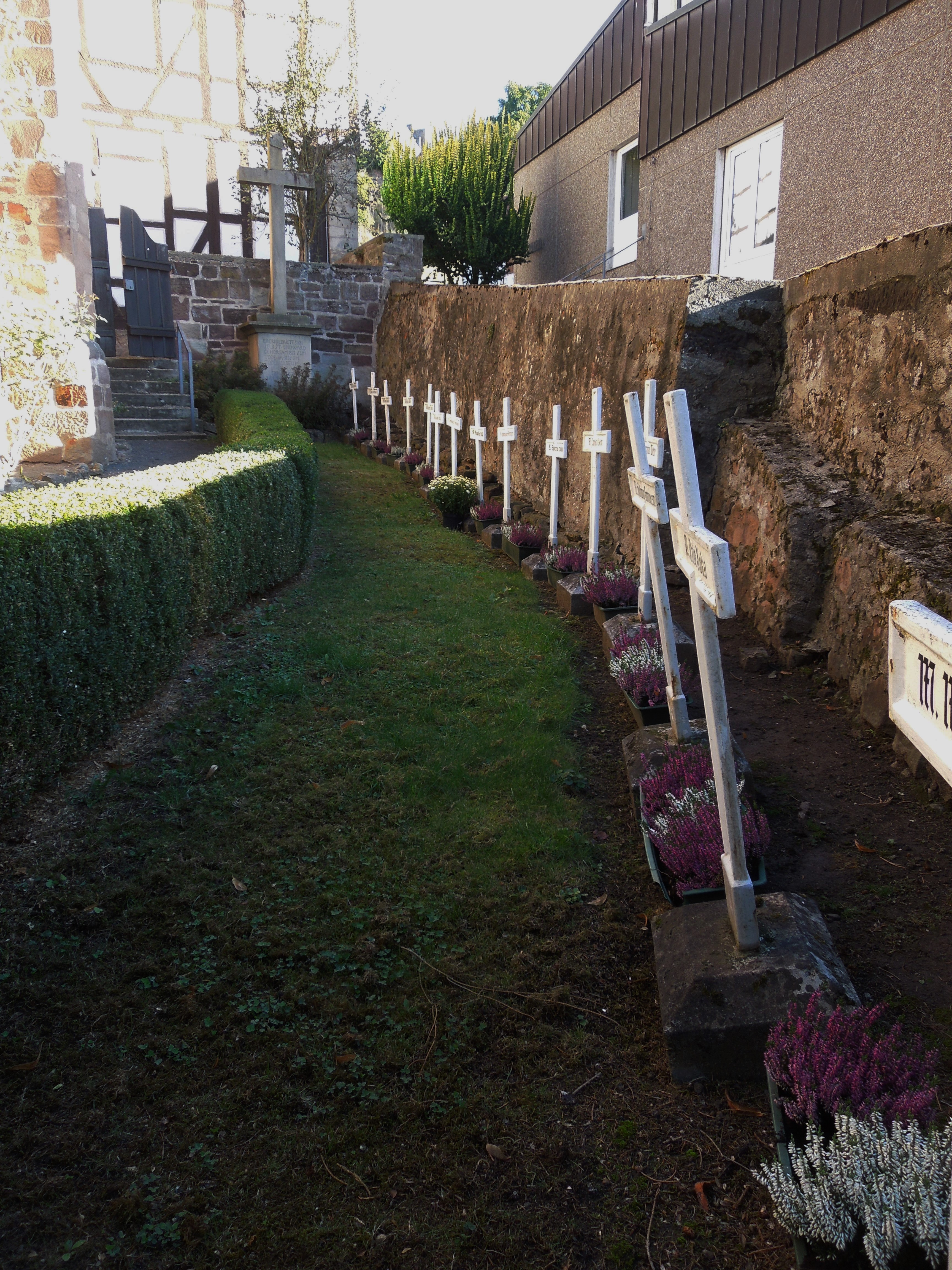
Gräber ehemaliger Nonnen an der Katharinenkirche

## Filialkirche des Fritzlarer Doms
Am 1. August 1989 übernahm das Bistum Fulda von dem durch Überalterung und Aussterben bedrohten Kloster dessen gesamten Besitz, einschließlich Klosterkirche und Schulträgerschaft. Die kleine Kirche wurde Filial des Fritzlarer Doms, und die im gleichen Jahr in die Stadt gerufenen Prämonstratenser übernahmen die Kirche und die damit verbundene Verantwortung für Gottesdienst und Seelsorge. Das Ursulinenkloster, in dem nur noch vier Schwestern lebten, wurde im Dezember 2003 aufgelöst.